# Polysilane
Le polysilane est un polymère inorganique composé d'atomes caténaires de silicium, de formule (R2Si)n. Ils sont analogues aux polymères organiques mais possèdent un squelette composé d'atomes de silicium au lieu de carbone, d'où des propriétés optiques et électriques particulières. 

Ils sont utilisés dans l'industrie essentiellement comme précurseurs du carbure de silicium SiC.

## Histoire industrielle et mode de production
Le premier polysilane publié a été le poly(diméthylsilylène) [(CH3)2Si]n par Charles A. Burkhard en 1949 en faisant chauffer du sodium en présence de diméthyldichlorosilane SiCl2(CH3)2 :
n SiCl2(CH3)2 + 2n Na → Cl[Si(CH3)2]nCl + 2n NaCl.
Cette réaction de Wurtz modifiée demeure une voie générale viable pour la synthèse de hauts polymères polysilane linéaires.

## Stockage d'hydrogène et d'énergie
Des hydrures de silicium (polysilanes) peuvent être utilisés comme « carburant hydrogène liquide, stable, facile à stocker et à manipuler, et enfin, non soumis à des contraintes réglementaires… » mis au point par une entreprise (HySilabs). Ce carburant présente aujourd'hui une densité énergétique « comparable à de l’hydrogène à 200 bar qui est l'une des pressions standards pour le carburant H2) ». Il se présente comme un « liquide transparent, inerte et très stable à température et pression ambiante, sans danger donc non soumis aux réglementations sur le stockage et le transport de matières dangereuses » ; il existe déjà comme co-produit dans l’industrie du silicone, mais pourrait à l'avenir peut-être être produit pour cet usage.  Son hydrogène peut être récupéré par un réacteur de conversion assez simplement en mélangeant de l’eau avec le produit, en contact avec un catalyseur.  L’hydrogène extrait est très pur et directement utilisable en pile à combustible comme en moteur thermique. Les premiers prototypes et démonstrateurs portent sur des unités fixes (pas de moteur d'automobile par exemple) de quelques kilowatts, mais des puissances importantes semblent possibles. Un premier test sera d'alimenter le système de secours d’antennes relais dans l’internet des objets, puis pour les télécoms. Selon ses concepteurs ce type de réacteur est plus fiable qu'un groupe électrogène. L'alimentation en énergie de « sites isolés (refuges, locaux techniques, grandes antennes), des data-centers (alimentation de secours), et même des plateaux de télévision sont envisagés ».